# Брага, Антонио
Анто́нио Бра́га (итал. Antonio Braga), или Анто́нио Бра́ка (итал. Antonio Braca; 22 января 1929, Неаполь, Королевство Италия — 26 мая 2009, Неаполь, Италия) — итальянский композитор и музыковед; кавалер ордена «За заслуги перед Итальянской Республикой», кавалер ордена искусств и литературы (Франция) и командор ордена Христофора Колумба (Доминиканская Республика).

## Биография
Родился в Неаполе 22 января 1929 года в семье предпринимателя и землевладельца Либерато Брака и преподавателя литературы Терезы Росси. Музыкальное образование получил в Консерватории Сан-Пьетро-а-Майелла, где учился игре на фортепиано и композиции у Винченцо Витале, Антонио Саваста, Акилле Лонго и Дженнаро Наполи. Защитил диплом «Музыка и итальянские придворные музыканты эпохи Возрождения» и получил степень бакалавра по литературе и философии в академии Понтиниана, которую ему лично вручил ректор Эрнесто Понтьери.
В 1953 году поступил в Союз журналистов и начал длительное сотрудничество с различными газетами. Брага был музыкальным критиком в L’Osservatore Romano и писал статьи для ряда национальных изданий, включая Il Corriere di Napoli, La Tribuna, Il Giornale и Il Roma. В 1954—1959 годах жил и работал в Париже, где познакомился с композиторами Оливье Мессианом и Дариюсом Мийо. В это время им были сделаны переводы на французский язык комедий Винченцо Скарпетты и Эдуардо Де Филиппо и написана музыка, с которой он дал полсотни концертов во время тура по французским колониям в Африке, Бельгии, Канаде и странам Скандинавии. С конца 1950-х годов жил в США, где вёл курсы и читал лекции как представитель министерства иностранных дел Италии. В 1961 году был удостоен звания почётного горожанина Сан-Франциско.
Вернувшись в Италию, поселился в Неаполе. Преподавал историю и эстетику музыки в Консерватории Сан-Пьетро-а-Майелла, в академии Святой Цецилии в Риме, в консерваториях Болоньи и Бари, в университетах Лечче и Кассино. В 1966 году был назначен художественным руководителем Римского театра оперы, для которого им была переработана партитура оперы «Альсире» Джузеппе Верди. Периодически посещал и подолгу жил в Доминиканской Республике и Гаити, занимаясь сочинительством музыки и давая концерты. В консерватории Санто-Доминго им был основан класс композиции.
Умер композитор после продолжительной болезни в Неаполе 26 мая 2009 года. Согласно последней воле Браги его похоронили в семейной усыпальнице в Сан-Бартоломео-ин-Гальдо в регионе Апулия.  Из этого городка был родом его отец и здесь прошли ранние годы композитора. Его архив, унаследованный племянником, композитором Эмилио Галанте, был  передан в фонд консерватории Бонпорти в Тренто. С 2014 года городскому музыкальному театру в Сан-Бартоломео-ин-Гальдо, по решению местной администрации, было присвоено имя Антонио Браги.
Композитор был членом Французского общества и Международного общества музыковедения. За творческую и просветительскую деятельность Брага был удостоен многих, в том числе международных, наград. В 1992 году он получил Золотую медаль Итальянского общества авторов и издателей. Брага был удостоен звания кавалера ордена искусств и литературы во Франции. В марте 2009 года композитор получил звание командора ордена Христофора Колумба в Доминиканской Республике. 2 июня 2002 года ему было присвоено звание кавалера ордена «За заслуги перед Итальянской республикой».

## Творческое наследие
В 1992 году Брага получил заказ на музыкальное сочинение в честь пятисотлетия со дня открытия Нового Света и написал оперу «1492. Лирическая эпопея Америки», премьера которой состоялась 13 октября 1992 года на сцене Национального театра в Санто-Доминго. Самым известным вокальным сочинением Браги стала оратория «Святой Доминик ди Гусман», премьера которой состоялась 12 июня 1997 года в театре Сан-Карло в Неаполе. На премьерном показе оркестром и хором дирижировал Джорджо Альбертацци. Брагой также была написана оратория «Святой Франциск из Ассизи». Кроме вокальных сочинений, творческое наследие композитора включает многочисленные сочинения симфонической, камерной и духовной музыки.
Брага является автором эссе и книг по истории и теории музыки. Среди них биография Дариюса Мийо, «Антонио Сальери. Между мифом и историей», «Забытый музыкант Неаполя XIX века. Винченцо Фиораванти», «„Возобновлённые” разногласия между Джулио Чезаре Аррести и Маурицио Каццати», «От мысли к музыке», «Музыкальный ритм. Исторический профиль» и ряд других. Незадолго до смерти он начал работу над автобиографией «Мои четыре города. Биографическая симфония», которая осталась незавершенной и была посмертно издана в декабре 2009 года.

## Аудиозаписи
- Antonio Braga. «Ouverture Napolitaine» (1959) — Антонио Брага. «Неаполитанская увертюра» (1959) в исполнении оркестра имени Алессандро Скарлатти Телевидения и радиовещания Италии в Неаполе.